# Ozarba oplora
Ozarba oplora är en fjärilsart som beskrevs av Dyar 1914. Ozarba oplora ingår i släktet Ozarba och familjen nattflyn. Inga underarter finns listade i Catalogue of Life.